# Sava (automerk)

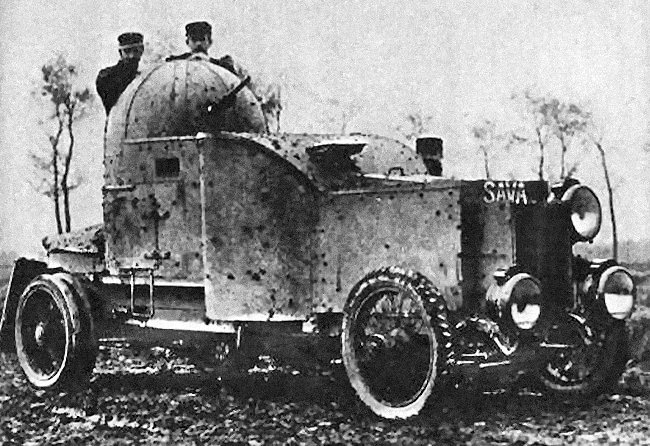
Pantserwagen van Sava, model 1914 WW1

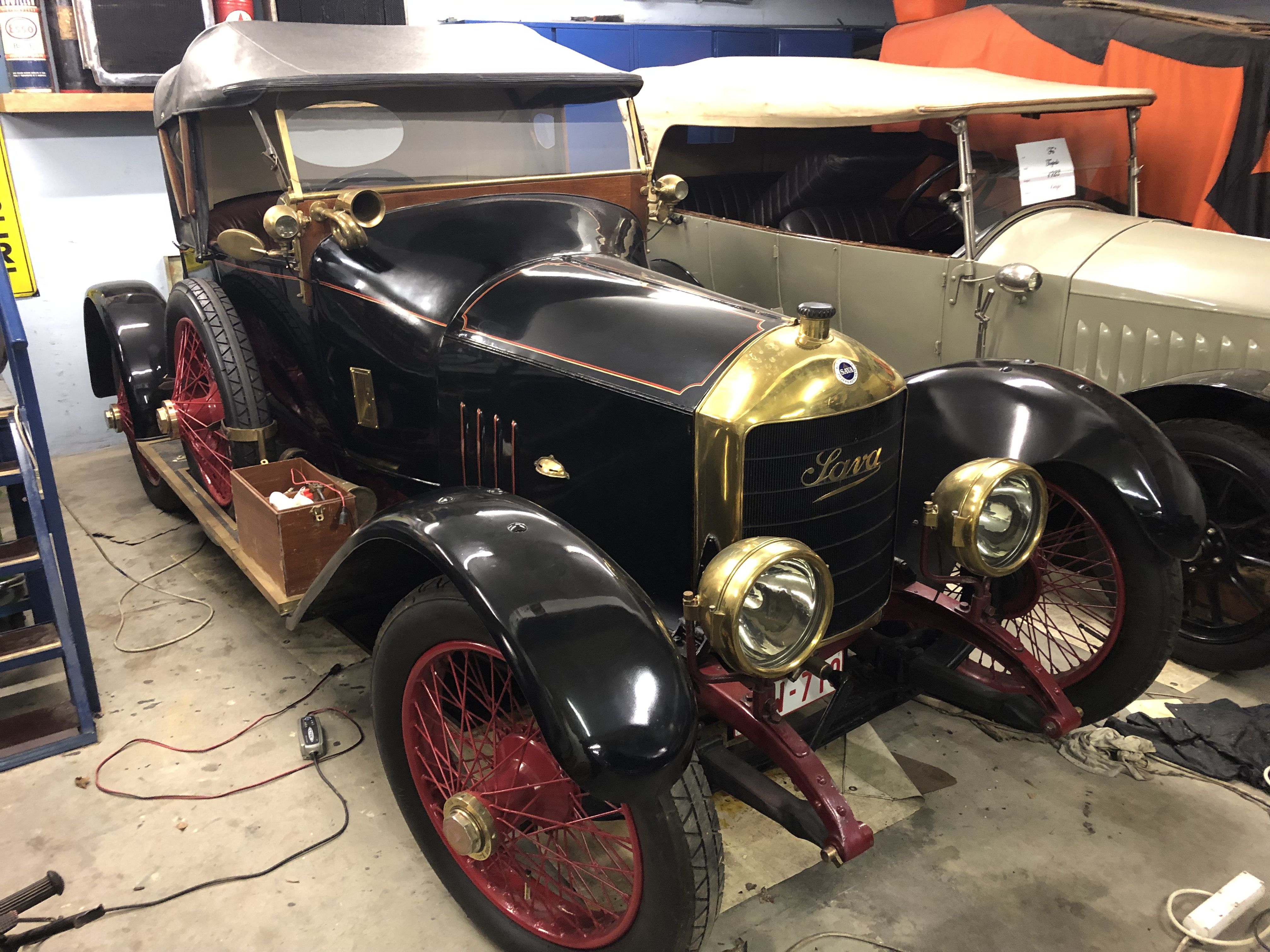
Een unieke SAVA uit 1913

Sava was een Belgisch automerk dat tussen 1910 en 1923 auto's produceerde in Berchem bij Antwerpen.
SAVA, Société Anversoise pour Fabrication des Voitures (Antwerpse Sociëteit voor de Fabricatie van Voertuigen), kwam voort uit het in 1902 opgerichte Compagnie des Constructions, dat onder de merknaam Royal Star zijn auto's produceerde.
Het merk sleepte onder meer een order van het Belgische leger voor de bouw van pantserwagens in de wacht in 1914, samen met het eveneens Antwerpse Minerva.
In 1911 bouwde het de 20/60 PK, een met een 3405 cc uitgeruste motor. In 1913 had het drie types, de 14/16 PK, met een 2474 cc motor, de 18/24 PK, met een opgeboorde 2954 cc motor en de 35/50 PK.
Na de Eerste Wereldoorlog kwam het merk eigenlijk nooit terug. Het viel terug op oude modellen, zoals de 18/24 PK en werd in 1923 overgenomen door het eerder genoemde Minerva.